# غسور
غسور (بالإنجليزية: Gsür)‏ هو أحد جبال سلسلة جبال الألب البرنية ويقع في كانتون برن في سويسرا. يحتل المرتبة رقم 292 في قائمة جبال سويسرا من حيث الارتفاع، إذ يبلغ ارتفاعه حوالي 2708 متر، بينما يبلغ ارتفاع نتوء الجبل 372 متر.